# スン・ジョンギュ
スン・ジョンギュ（漢字表記不明、朝鮮語: 승정규、生年不詳 - ）は、朝鮮民主主義人民共和国の政治家。同国文化相（代不明）。

## 経歴
生年・出身地等は不明。2021年1月、党中央委員会候補委員に選出され、同月より文化相を務めている。

## 参考サイト
- 北韓情報ポータル

| 先代全明植 | 文化相2021年 - | 次代現職 |